# Rhyothemis variegata
Rhyothemis variegata е вид водно конче от семейство Libellulidae. Видът не е застрашен от изчезване.

## Разпространение и местообитание
Разпространен е в Бангладеш, Виетнам, Индия (Андамански острови, Андхра Прадеш, Аруначал Прадеш, Асам, Бихар, Гоа, Гуджарат, Дадра и Нагар Хавели, Даман и Диу, Дарджилинг, Делхи, Джаму и Кашмир, Джаркханд, Диу, Западна Бенгалия, Карайкал, Карнатака, Керала, Мадхя Прадеш, Манипур, Махаращра, Махе, Мегхалая, Мизорам, Нагаланд, Ориса, Пенджаб, Пондичери, Сиким, Тамил Наду, Трипура, Утар Прадеш, Утаракханд, Харяна, Химачал Прадеш, Чандигарх, Чхатисгарх и Янам), Камбоджа, Китай (Гуандун, Фудзиен и Хайнан), Лаос, Мианмар, Непал, Провинции в КНР, Тайван, Тайланд, Хонконг и Шри Ланка.
Обитава езера, блата, мочурища и тресавища.